# Little Wonder
Singles de David Bowie
Telling Lies
(novembre 1996) Dead Man Walking
(avril 1997)
Little Wonder est une chanson de David Bowie parue en 1997 sur l'album Earthling.
Elle est éditée en single et se classe no 14 des ventes au Royaume-Uni.

## Musiciens
- David Bowie : chant, échantillonnage
- Reeves Gabrels : programmation, guitares, chœurs
- Mark Plati : boucles, percussions électroniques, programmation, échantillonnage
- Gail Ann Dorsey : basse
- Zack Alford : batterie
- Mike Garson : claviers, piano